# Chwalebna rewolucja

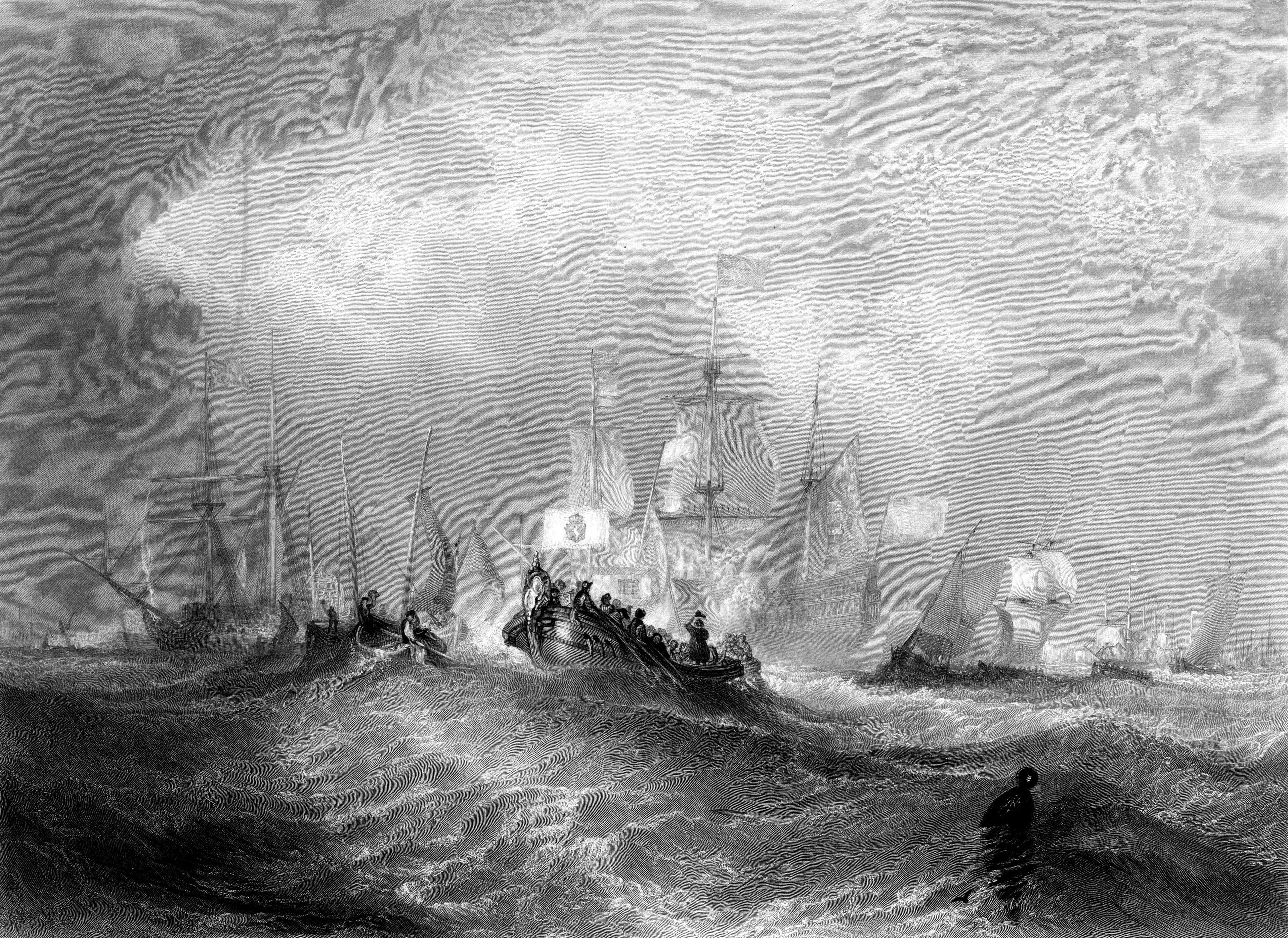
Wilhelm Orański ląduje w Tor Bay

Chwalebna rewolucja lub sławetna rewolucja (ang. Glorious Revolution) – przeprowadzona przez parlament angielski zmiana panującego, miała miejsce w listopadzie i grudniu 1688, zwana też czasem bezkrwawą rewolucją.
Wiąże się ona z przybyciem do Anglii męża Marii Stuart, protestanckiego niderlandzkiego księcia Wilhelma Orańskiego i ucieczką prokatolickiego Jakuba II (ojca Marii).
Parlament postanowił definitywnie rozprawić się z rządzącą dynastią Stuartów w 1688 i w tym celu usunął z tronu Jakuba II.
Do Anglii wezwano Wilhelma i Marię i koronowano ich jako Wilhelma III i Marię II. Wszystko odbyło się na drodze bezkrwawego przewrotu.
O tym, jak powszechne było zmęczenie stylem rządów, jaki uprawiali Stuartowie, może świadczyć fakt, że list do Wilhelma podpisało 4 wigów i 3 torysów.
Rok później zmuszono Wilhelma III do wydania Deklaracji praw (ang. Bill of Rights). Dokument ten ostatecznie spełnił cele angielskiej rewolucji.